# カルメンのオールナイトニッポン
カルメンのオールナイトニッポン は、ニッポン放送の深夜番組「オールナイトニッポン」で放送されていたラジオ番組。

## 放送時間
- 毎週金曜日 25:00 - 29:00 (土曜日未明1:00 - 5:00) ※1973年7月6日 - 1974年6月28日[1]
- 毎週月曜日 25:00 - 27:00 (火曜日未明1:00 - 3:00) ※1974年7月1日 - 1974年9月23日[1]
- 毎週金曜日 25:00 - 27:00 (土曜日未明1:00 - 3:00) ※1974年10月4日 - 1974年12月27日[1]

## エピソード
- DJカルメンは同番組初の女性パーソナリティで、かつ正体不明の覆面パーソナリティだった。1月27日生まれ[2]。ニッポン放送の番組では他に『ヤングスキャット』『コッキーポップ』にも出演していた[2]。
- 1974年11月30日に行われたイベント「カルメンびっくりショー」で素顔が公開された、1989年のカルメンがNACK5の「MUSIC BLOOPER」金曜日を担当していた時の第三文明のインタビューでプロフィールでは本名は「カルメン・伊藤・リュウテリオ」でフィリピン人外交官の父と日本人の母を持つハーフと紹介された[3][4]。